# Guy Faulkner
Guy Faulkner es un actor inglés.

## Biografía
Es hijo del exitoso actor inglés James Faulkner y de Kate Faulkner, tiene un hermano menor el actor Leo Faulkner.

## Carrera
En 1991 apareció en un episodio de la miniserie Devices and Desires donde interpretó a Alex Mair de joven, su padre James interpretó a Alex de grande.
En el 2009 apareció como invitado en un episodio de la serie policíaca The Bill donde dio vida a Peter Saunders.

## Filmografía[1]
- Series de Televisión.:

| Año  | Título                    | Personaje          | Notas                                   |
| ---- | ------------------------- | ------------------ | --------------------------------------- |
| 2010 | Ben Hur                   | Conspirador        | 2 episodios                             |
| 2009 | The Bill                  | Peter Saunders     | episodio "Teenage Kicks: Part 2"        |
| 1998 | Big Woman                 | Roland             | episodio "Saffron's Search" - miniserie |
| 1991 | Have Your Cake and Eat It | Stephen Dawson     | 4 episodios miniserie                   |
| 1992 | Covington Cross           | Lord Uther         | episodio "Cedric Hits the Road"         |
| 1992 | Maigret                   | Philippe Marcellin | episodio "Maigret Goes to School"       |
| 1991 | Devices and Desires       | Alex Mair (joven)  | episodio # 1.2 - miniserie              |
| 1990 | Screen One                | Edgar              | episodio "The Police"                   |
| 1989 | After the War             | William Lucas      | 2 episodios - miniserie                 |

- Películas.:

| Año  | Título             | Personaje             | Notas                                                                                                 |
| ---- | ------------------ | --------------------- | --- |
| 2012 | Isosceles          | Michael               | corto - junto a Rodrig Andrisan, Shai Forester & Jak Hutchraft                                        |
| 2011 | Timers             | Agente de Timers      | corto - junto a Charles Reston, Roseanna Frascona, Simon Alexander, Brent Cooper & Keira Duffy        |
| 2009 | Machotaildrop      | Miembro del Equipo MT | junto a Lukács Bicskey, James Faulkner, Leo Faulkner & Vanessa Guide                                  |
| 1994 | A Dark Adapted Eye | Joven Francis         | junto a Helena Bonham Carter, Celia Imrie, Jason Durr, Sophie Ward, Honeysuckle Weeks & Sarah Hadland |